# Émile Driant

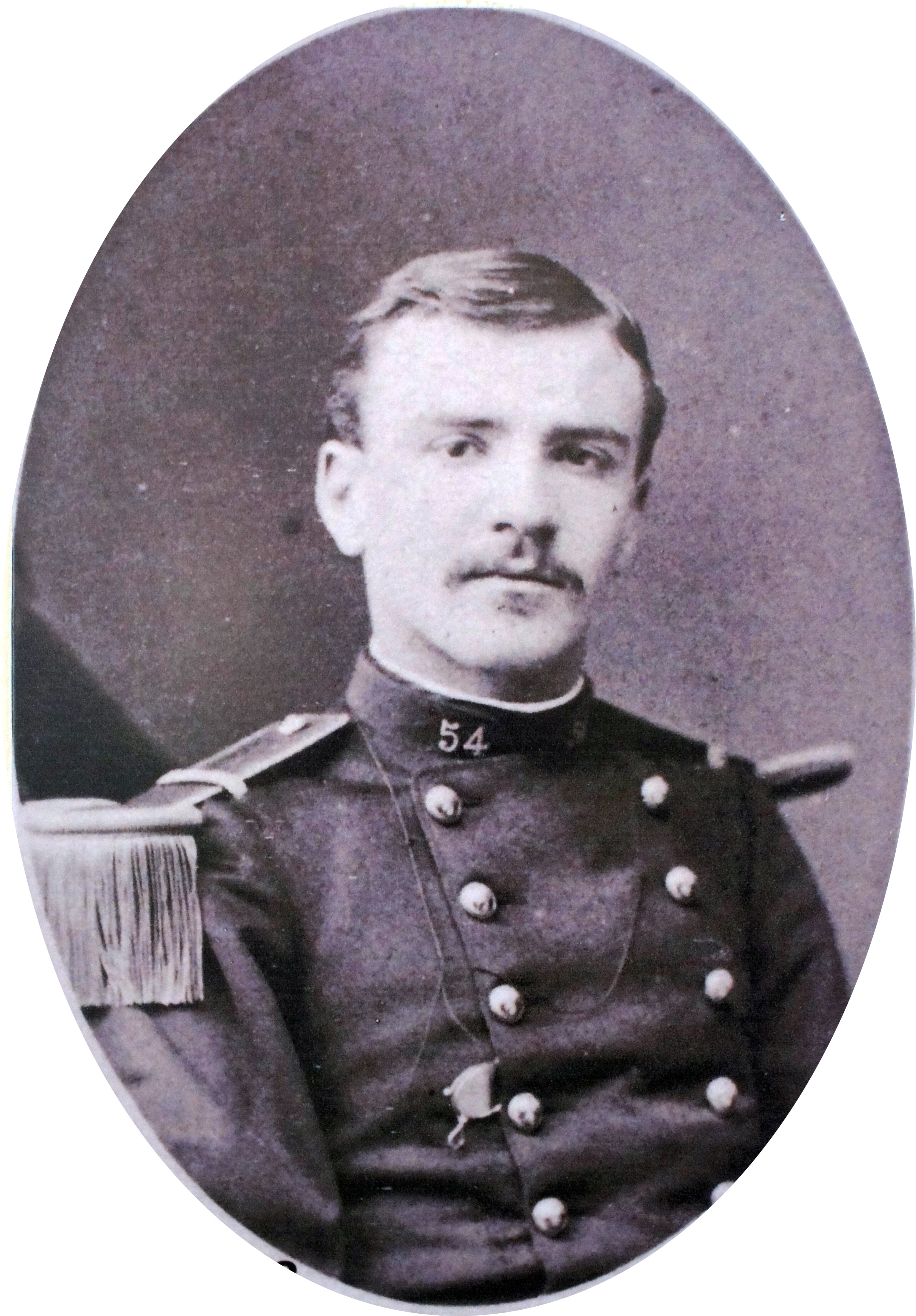
Segundo tenente Driant se formou em Saint-Cyr

Émile Augustin Cyprien Driant (11 de setembro de 1855 - 22 de fevereiro de 1916) foi um escritor, político e oficial do exército francês. Ele foi a primeira baixa de alto escalão da Batalha de Verdun durante a Primeira Guerra Mundial.

## Biografia
Nascido em Neufchâtel-sur-Aisne, na região da Picardia, Driant formou -se na academia militar de Saint-Cyr e tornou-se oficial do Exército em 1877. Nomeado para a infantaria, ingressou no 4º Regimento de Zouaves no norte da África como capitão em 1886. Em 1888 Driant casou-se com a filha do general nacionalista Boulanger. Ele passou os anos de 1892 a 1896 como instrutor na academia militar de Saint-Cyr e, de 1899 a 1905, comandou o 1º Batalhão de Caçadores.
Ele renunciou à sua comissão em 1906, pois foi proibido de alcançar um posto mais alto devido ao seu controverso sogro e por seus fortes sentimentos nacionalistas e católicos. Ele dedicou seu tempo ao jornalismo e à política e foi eleito para a Câmara dos Deputados como representante de Nancy em 1910. Driant dedicou seus esforços para fortalecer as defesas da França.

## Escritor
Em 1888 Driant começou a escrever seu primeiro romance guerre imaginaire ("guerra imaginária"), que ele publicaria usando o pseudônimo "Capitaine Danrit". Este foi La Guerre de demain ("A Guerra do Amanhã"), compreendendo três histórias que contavam a história de: La Guerre en forteresse ("Guerra da Fortaleza"), La Guerre en rase campagne ("Guerra em Campo Aberto") e La Guerre en ballon ("Guerra de Balão"). A ação começa com La Guerre en fortresse, quando chegam relatos de um ataque surpresa alemão à França.
Driant deu a seus leitores episódios heroicos, grandes vitórias sobre os alemães, e nas 1192 páginas de seu Guerre fatale: France-Angleterre ("A Guerra Fatal: França-Inglaterra", 1902), a derrota total dos britânicos pelos franceses.
Driant possivelmente escreveu mais romances de guerra futura do que qualquer outro escritor antes de 1914. Ele publicou tanta ficção, e suas histórias eram tão longas, que meio século depois Pierre Versins disse em sua Encyclopédie de l'utopie et de la science fiction (1972 ) que as cem páginas da Batalha de Dorking de Chesney eram muito mais importantes e reveladoras "do que as milhares de páginas brancas sujas dia após dia por um herói nacional da França" (Driant tinha um selo postal dedicado a ele em 1956, Scott #788, Yvert e Tellier #1052).

## Primeira Guerra Mundial
Logo após o início da Primeira Guerra Mundial em 1914, Driant foi chamado de volta ao Exército como capitão. Ele foi promovido a tenente-coronel e recebeu o comando de dois batalhões de infantaria, os 56º e 59º batalhões de reservistas de caçadores. Ele ainda manteve seu assento no Parlamento e foi, entre outras coisas, envolvido na elaboração da legislação para criar a Croix de Guerre.
Em dezembro de 1915, ele criticou Joseph Joffre por remover canhões de artilharia e infantaria das fortalezas ao redor de Toul e Verdun, a fim de fortalecer outras áreas da Frente Ocidental agora num impasse. Apesar do apoio do Ministro da Guerra Joseph Gallieni, nenhuma tropa ou arma foi devolvida. O que deveriam ser defesas formidáveis foram reduzidos a um pequeno número de armas e soldados para guarnecer. Driant afirmou que a área estava ameaçada; Joffre negou isso.
Driant provou estar certo em 21 de fevereiro de 1916, quando o exército alemão iniciou um ataque maciço às forças francesas no setor de Verdun. À medida que as defesas francesas desmoronavam ao seu redor, os dois batalhões de Driant – 1 200 homens no total – começaram uma defesa desesperada do Bois des Caures em Flabas. Sob seu comando, os batalhões conseguiram resistir à investida alemã até a tarde do dia seguinte, ajudando a ganhar o tempo que o Alto Comando francês precisava para levar as tropas ao setor ameaçado. Quando seus batalhões foram flanqueados e a posição era insustentável, Driant ordenou que os sobreviventes se retirassem. Durante a retirada, ele foi morto. Ele era considerado um herói entre os franceses na época, e ele e seus homens ainda são homenageados em uma cerimônia em 21 de fevereiro de cada ano.
Ele foi enterrado inicialmente pelos alemães, que também escreveram para sua viúva (via Suíça) para assegurar-lhe que ele havia recebido todas as honras militares. Ele foi re-enterrado pelos franceses onde caiu no Bois des Caures, onde agora existe um memorial para ele e seus homens.